# Kodeks 053
Kodeks 053 (Gregory-Aland no. 053) A10 (von Soden) – grecki kodeks uncjalny Nowego Testamentu, paleograficznie datowany na IX wiek. Zawiera tekst Ewangelii Łukasza z komentarzem, zachował się w niekompletnym stanie. Przechowywany jest w Monachium połączony z innym rękopisem. Jest cytowany w krytycznych wydaniach greckiego Novum Testamentum.

## Opis
Kodeks stanowiony jest przez 14 pergaminowych kart (27,5 na 23 cm), z tekstem Ewangelii Łukasza 1,1-2,40 z komentarzem. Pergamin jest gruby. Tekst ewangeliczny pisany jest późną małą uncjałą, podczas gdy tekst komentarza - minuskułą, w trzech kolumnach na stronę, 42 linijek w kolumnie. Atrament jest brunatny. Stosuje przydechy i akcenty, stosuje ligatury.
Tekst komentarza zawiera wyciągi następujących Ojców Kościoła: Wiktoryn z Patawii, Orygenes, Jan Chryzostom, Sewer, Tytus, anonim, Cyryl Aleksandryjski.
Jest jednym z bardzo nielicznych rękopisów pisanych w trzech kolumnach. Spośród greckich majuskułowych rękopisów NT tylko Kodeks Watykański i 048 pisane są w ten sposób, ponadto minuskuł 460 (Gregory-Aland).
Rękopis został połączony w jeden z rękopisem późniejszego pochodzenia zawierającym Pytania i odpowiedzi do Mateusza i Jana (niepełny).

## Tekst
Grecki tekst kodeksu przekazuje tekst bizantyński, ze znacznymi odchyleniami. Kurt Aland zaklasyfikował go do Kategorii V. Według Claremont Profile Method, tj. metody wielokrotnych wariantów, reprezentuje rodzinę tekstualną Kx. Metodą tą przebadano Łk 1.
W Łk 1 różni się od 27 wydania Nestle-Alanda w następujących miejscach:
Łk 1,5 – brak ] του
Łk 1,6 – εναντιον ] ενωπιον
Łk 1,14 – γενεσει ] γεννησει
Łk 1,25 – κυριος ] ο κυριος
Łk 1,26 – απο ] υπο
Łk 1,27 – εμνηστευμενην ] μεμνηστευμενην
Łk 1,28 – brak ] ο αγγελος
Łk 1,28 – brak ] ευλογημενη συ εν γυναιξιν
Łk 1,29 – brak ] ιδουσα
Łk 1,36 – συνειληφεν ] συνειληφυια
Łk 1,37 – του θεου ] τω θεω
Łk 1,41 – τον ασπασμον της Μαριας η Ελισαβετ ] η Ελισαβετ τον ασπασμον της Μαριας
Łk 1,42 – ανεφωνησεν κραυγη ] ανεβοησεν φωνη
Łk 1,43 – εμε ] με
Łk 1,49 – μεγαλα ] μεγαλεια
Łk 1,50 – εις γενεας και γενεας ] εις γενεας γενεων
Łk 1,59 – ημερα τη ογδοη ] ογδοη ημερα
Łk 1,63 – brak ] το
Łk 1,66 – brak ] γαρ
Łk 1,69 – brak ] τω
Łk 1,69 – brak ] του
Łk 1,70 – αγιων απ' αιωνος ] αγιων των απ' αιωνος
Łk 1,74 – εχθρων ]των εχθρων ημων
Łk 1,75 – πασαις ταις ημεραις ] πασας τας ημερας
Łk 1,76 – ενωπιον ] προ προσωπου
Łk 1,78 – επισκεψεται ] επεσκεψατο

## Historia
Ignaz Hardt datował kodeks na X wiek, Gregory na IX lub X. Obecnie datowany jest przez INTF na IX wiek.
Początkowo był klasyfikowany wśród minuskułów pod numerem 429. Klasyfikację tę podtrzymywał Scrivener. Gregory widział go w 1887 roku i zaklasyfikował do majuskułów, dając mu siglum Xb. Na liście minuskułów pozostawił Pytania i odpowiedzi do Mateusza i Jana pod numerem 429e. W 1908 roku C.R. Gregory dał mu siglum 053. 429e został usunięty z listy rękopisów Nowego Testamentu, ponieważ zawiera jedynie cytaty nowotestamentowych ksiąg.
Rękopis badał Scholz i Burgon.
Pierwszy opis kodeksu sporządził Ignaz Hardt.
Obecnie kodeks przechowywany jest w Bayerische Staatsbibliothek (Gr. 208, fol. 235-248) w Monachium.